# Medibuntu
Medibuntu (Multimedia, Entertainment & Distractions in Ubuntu, es decir, Multimedia, entretenimiento y distracciones en Ubuntu) fue un repositorio de paquetes de software que no pueden ser incluidos en la distribución Ubuntu por motivos como problemas legales de copyright, licenciamiento o restricciones de patentes.
Medibuntu fue un proyecto que se dedicaba a distribuir en paquetes programas informáticos que, por motivos relacionados con variantes nacionales en legislación tales como:
- Posibilidad de patentar software, algoritmos, formatos y otras posibilidades de creación
- Restricciones legales sobre la libertad de expresión o comunicación
- Restricciones en el uso de ciertos tipos de tecnología; por ejemplo, la criptografía
- Restricciones legales sobre la importación de tecnologías de software, que pueden requerir permisos específicos

Existe una gran cantidad de programas excelentes (libres y no libres) a los que afectan estas restricciones en ciertas partes del mundo, lo que impide que se incluyan en los repositorios estándar de Ubuntu. Hay que tener en cuenta, además, que la política de Canonical, además de su compromiso con la libertad en el software, incluye la opción por crear discos de instalación en cedés, en lugar hacerlo en discos DVD como otras distribuciones.
Este repositorio incluye programas como Amarok, Beep Media Player, MPlayer, Acrobat Reader, Google Earth y gran cantidad de códecs.
Medibuntu empaquetaba y distribuía estos programas. Descargarlos, usarlos, distribuirlos o manejarlos de cualquier manera puede ser ilegal dependiendo de la jurisdicción del usuario.